# Rhynchosia pseudoteramnoides
Rhynchosia pseudoteramnoides är en ärtväxtart som beskrevs av Lucien Leon Hauman. Rhynchosia pseudoteramnoides ingår i släktet Rhynchosia och familjen ärtväxter. Inga underarter finns listade i Catalogue of Life.